# Arctosa marfieldi
Arctosa marfieldi Roewer, 1960 è un ragno appartenente alla famiglia Lycosidae.

## Etimologia
Il nome proprio della specie deriva dal sig.Marfield che raccolse gli esemplari in Camerun.

## Caratteristiche
L'epigino è piatto, di forma triangolare, con due setti mediani interconnessi sul davanti e divergenti nella parte posteriore. I cheliceri posseggono tre denti nella parte posteriore, con un numero pari di zanne ciascuno.
Le femmine hanno il bodylenght (prosoma + opistosoma) di 6 millimetri (2,5 + 3,5).

## Distribuzione
La specie è stata reperita nel Camerun settentrionale: nei pressi della città di Maroua, capoluogo della Regione dell'Estremo Nord.

## Tassonomia
Al 2016 non sono note sottospecie e dal 1960 non sono stati esaminati nuovi esemplari.